# 斯坦菲爾德 (亞利桑那州)
斯坦菲爾德（英語：Stanfield）是位於美國亞利桑那州皮納爾縣的一個人口普查指定地區。根據2010年美國人口普查，該地人口為651人，而該地的面積約為10.22平方千米。

## 地理
斯坦菲爾德的座標為32°52′54″N 111°57′49″W / 32.88167°N 111.96361°W，而該地最高點為海拔高度397米（即1302英尺）。